# ベイビーステップ
『ベイビーステップ』（英文表記: Baby Steps）は、勝木光による硬式テニスを主題とした日本の少年漫画、およびそれを原作としたテレビアニメ。『週刊少年マガジン』（講談社）にて、2007年46号から2017年48号まで連載された。2014年、第38回講談社漫画賞少年部門受賞。2021年11月時点で電子版を含めた累計発行部数は1260万部を突破している。

## 概要
几帳面で真面目な男子高校生、丸尾栄一郎が、高校入学を機にテニスの魅力に目覚め、テニス選手として成長していく青春ドラマ。神奈川県藤沢市が主なモデルとなっている。高校生のテニスを扱うが、部活動ではなく地域のテニススクールが主な舞台となる。
作者の勝木光はテニス経験者であり、本作は綿密な取材に基づいて現実的な技術や戦術、トレーニング理論が描かれている。男子シングルスをメインに扱っており、ダブルスはほとんど描かれていない。
タイトルの英語表記は「Baby Steps」となっているが、日本語表記では最後に「ス」はつかない。
2014年4月から9月までテレビアニメ第1シリーズが、2015年4月から9月まで第2シリーズが放送された。

## あらすじ

### アマチュア時代
テニスとの出会い
主人公の丸尾栄一郎は、小学生のころから成績オールAで、クラスメイト達からは「エーちゃん」と呼ばれている普通の高校1年生。ある日、栄一郎の授業用ノートを、隣のクラスの鷹崎奈津に貸すことになり、その神経質に几帳面なノートの凄さから「変人扱い」されてしまう。後日、運動不足を解消するため、南テニスクラブ（通称STC）の無料体験に参加した栄一郎は、そこで奈津に偶然に会い彼女がプロプレイヤーを目指していることを知り、彼女との会話を通じて本格的にテニスを始めるようになる。
STCに加入した当初は初心者として小学生に混じりながら練習していたが、初試合で第5シードの大林良に善戦したことで、STCのコーチ三浦に才能を見出される。「全てのボールに追いつき、それをコントロールできれば理論的には負けない」という言葉を信条に、類まれなる動体視力と記憶力、試合中でもノートで試行錯誤する独自のプレースタイル、そして生来の生真面目さと素直さによる努力・吸収力により、驚異的なスピードで実力をつけていく。
神奈川ジュニアテニスサーキット～全日本ジュニア選抜室内関東予選
初試合からちょうど一年後に出場した神奈川ジュニアテニスサーキットでは、「7色のストローク」を持つ宮川卓也、「コートで絵を描く」という岩佐博水らを下し、全国レベルのパワープレイヤー荒谷寛に善戦しベスト4入りする。元STCでプロになった同年代の天才プレイヤー池爽児と出会い、プロへの憧れを抱くようになった栄一郎は、『全日本ジュニアでの優勝』をプロを目指す条件にして両親を説得する。2か月間の地獄のような肉体改造トレーニングの末、アスリートの身体になった栄一郎は段違いのレベルアップを果たし、STCカップ神奈川大会で優勝する。
しかし、つづく全日本ジュニア選抜室内関東予選では、自分と似た理論型で分析を得意とする、全てにオールAを目指している日本ジュニア最強プレーヤー難波江優に完敗してしまう。元プロの新コーチ青井竜平のアドバイスにより、フロリダテニスアカデミーへの短期留学をした栄一郎は、ひたすら負け続けるものの、当時世界ランク1000位以内のプロ選手アレックス・オブライアンと対戦して勝利し、プロを目指していく自信をつかみ始める。
神奈川ジュニア～関東ジュニア～全日本ジュニア
全日本ジュニア神奈川予選では宮川らを下し決勝に進出。決勝では荒谷と激闘を繰り広げるも惜敗し、関東ジュニアに向けさらに練習を積む。そして関東ジュニアの前夜、月明かりの海岸で奈津に告白され、お互いに気持ちを伝えあった二人は、恋人として付き合うようになる。
関東ジュニアでは、観客を味方につける井出義明、トリッキーな戦術の高木朔夜らを下すが、高校テニス界No.1プレイヤー難波江優に惜敗し、関東ベスト4に終わる。さらに全日本ジュニアでは、ライジングショットを得意とする岡田隆行、STCの同輩で栄一郎のことを「アニキ」と慕う深沢諭吉、怪我から復帰した天才プレイヤー 緒方克己を下すが、エッグボールの使い手 神田久志に善戦するも敗れ、全国ベスト4という結果に終わってしまう。
全日本テニス選手権
プロへの道を諦めようと決心する栄一郎だったが、全日本ジュニアベスト4に残ったことで『全日本テニス選手権』へ出場できることになり、「平均的なプロ選手と同等の結果」「プロ活動できる資金を確保」という2つをクリアすることを条件にして両親を再び説得。全日本テニス選手権までの2カ月を、IMGアカデミー（旧フロリダテニスアカデミー）で働きながら留学することを決める。留学先でプロも出場する国際大会ブラデントンオープンに出場することになった栄一郎は、野球から転向しわずか3年で全米ジュニア準優勝を果たした注目選手ピート・ゴンザレスに勝利。
プロへの自信を胸に臨んだ、日本のプロ達が出場する全日本テニス選手権。その予選三回戦で、かつての日本テニス界トッププロで、技術と力の両立を目指す浅野芯を制し、本戦へと進む。プロ相手に快勝で初戦突破した2回戦、相手はSTCの先輩プレイヤー江川逞との初の公式試合だった。日本屈指のサーブ＆ボレーに苦しめられるが、双方とも死力を尽くした接戦の末にタクマを下す。続く3回戦では、肥満ながら俊足・強打を繰り出す曲者・種村峰周を下し、ベスト8での対戦相手が辞退。しかし準決勝では世界ランク54位で日本ランク2位のトッププロ、門馬歩夢と対戦するも圧倒的な防御力の前に完敗して、ベスト4という結果で終わる。

### プロ転向後
フューチャーズ ～ チャレンジャー
全日本4位の実績からスポンサーを得た栄一郎は、プロ活動を開始してフューチャーズに参戦する。しかし、慣れない海外遠征とプロ相手のシビアな戦いに、思わぬ苦戦を強いられてしまう。池から「上を見ていない」と指摘された栄一郎は、タクマの付き添いとして同行し「ウィンブルドン」を観戦することになり、世界ランキング8位のエスピノ・サンチェスの練習パートナーを務めたことや、世界ランキング1位のレヴィナ・マックスと池とのハイレベルな試合に大きな刺激を受けて帰国する。
グランドスラム出場を目標に定めた栄一郎は、よりハードで実践的な練習に取り組み、「慶稜チャレンジャー」に出場する。プロデビュー初戦で惜敗したアルバー・クリストフを制して予選を突破した栄一郎は、世界ランク300位の16歳の中国人選手王偉と本選1回戦で再戦し、接戦の末に勝利を勝ち取る。3回戦は日本代表の吉道大樹には大きな苦戦を強いられるが、吉道の棄権によりベスト4進出。準決勝は同じく、日本代表で世界ランク161位の渡邊隆敏であったが、生死のイメージトレーニングの効果により快勝。決勝戦は、経営者との両立を目指すインド出身のラメス・クリシュナであった。IMG留学時、ルームメートであったクリシュナとは一進一退の攻防が続くも、最後はクイックサーブでクリシュナの猛追を振り切り優勝し、プロ転向後初のタイトルを獲得する。
迎えた二度目の全日本選手権では、第13シードとして本戦ストレートイン（予選免除）を果たす。準々決勝の相手は日本3位の河野順平で、セカンドセットで河野を追い詰めるも敗退し、ベスト8となった。
ワールドツアー
その後も、堅実に下部ツアーでATPポイントを稼いだ栄一郎は、初の「ワールドツアー」に参戦するため渡米。その際、試合会場近くに留学していた奈津と再会し、一夜を共にする。
アトランタオープンの予選を勝ち抜いた栄一郎は、本選初戦で池と双璧を成す同世代のトップ選手であるジェームス・ファウラーと対戦。序盤はサーブやストロークの根本的な力の違いを見せつけられるも、絶望的に力の差が離れているわけではないと悟った栄一郎が、トップ選手へと上っていく手応えを感じるところで物語は幕を閉じる。

## 登場人物
※ 声はアニメの声優キャスト、演は実写ドラマのキャスト。

### 主人公とヒロイン
丸尾栄一郎（まるお えいいちろう）
声 - 村田太志、演 - 松岡広大
本作の主人公。大杉高校に通う男子高校生で、あだ名はエーちゃん、ノートの人。頭頂部から前髪にかけてトサカのように立つ癖毛が特徴。一人っ子で両親と３人暮らし。
几帳面な性格で、小学校から9年連続オールAと学業成績も優秀であったが、些細なきっかけで訪れたSTCで同級生の奈津と出会い、高校1年生時にテニスを始める。当初は運動不足解消が目的であったが、初めて出場した大会でコーチに才能を見出され、次第にプロを目指すようになる。フロリダへの短期留学などを糧に神奈川ジュニア準優勝、関東ジュニアベスト4、全日本ジュニアベスト4に入るなど急成長を遂げるが、「全日本ジュニアで優勝できなければプロを諦める」という両親との約束を果たせずプロを諦めようとする。しかしジュニアではない方の全日本テニス選手権の予選に出場できることが決まり、青井コーチの助言を受けて「全日本選手権でプロと同等の実績を示しスポンサーを得る」ことを条件に、改めてプロを目指すため再びフロリダ（IMGアカデミー)への2か月間の留学をする。全日本テニス選手権の予選では浅野を下し本選へと進み、本選の2回戦ではSTCの先輩である江川逞を下し、最終的に全日本ベスト4となる。その実績が認められ、プロテインメーカーと契約を結びプロに転向し、初めは用具提供のみだったメーカーからも資金援助を得ることに成功。コーチ、データマンを雇い「チーム丸尾」を結成してさらなるステップを目指している。
平凡な身体能力ではあるが、「眼がいい」ためにボールの動きや選手の動きを把握して詳細に記録することができる。また分析能力も高い。試合中にもノートに記録してデータを活かした戦略を練り、守備的なオールラウンダーで、動体視力のよさと正確なボールコントロールを武器に戦う「理論派」。どんなに劣勢でも勝利を諦めず、集中力を切らさない精神力（メンタル）も武器。強力なショットはないものの、相手の弱点を効果的に攻めるスタイルで、チェンジオブペースを中心としたプレースタイルを確立する。キャリアの浅さと地味さから過小評価されがちなものの、相手を分析し、勝機をつかみ取るというスタイルとその直向きな姿勢でナツやタクマを始め、多くの選手に影響を与えており、同世代のライバル達から一目置かれる存在となる。
関東ジュニアの大会中から、奈津と交際を始める。女子ジュニアトップ選手の清水亜希や、同級生からも好意を抱かれるなど、人気者であるが自覚はないタイプ。
身長175cm、体重68kg。9月20日生まれ。血液型A型。
鷹崎奈津（たかさき なつ）
声 - 寿美菜子
本作のヒロイン。大杉高校に通う、栄一郎と同学年の女子高校生。学年一可愛いと評判の人気者で、あだ名はなっちゃん、ナツ。天真爛漫な性格で、細かいことにはこだわらない。両親と姉の4人家族。
栄一郎より以前からSTCに所属し、プロを目指している。テニスプレイヤーとしては超感覚派で、相手の性格や状況、全体的な雰囲気に反応してプレーする。一試合を通して維持し続けられる天性の集中力を持つが、大会の初戦で緊張する癖がある。自分と同じくプロ志望の栄一郎とは性格やプレースタイルが対照的だが、それが互いの刺激となっている。栄一郎とはテニスを通じて徐々に親交を深めていき、高校3年生の夏に彼に告白し、交際を始める。
3年生時の全日本ジュニアではライバルの清水亜希に勝利し優勝を飾る。その後プロとなり海外の選手と戦うことを見越し、全日本選手権の後にアメリカの大学に留学することを決意する。
池爽児とは幼馴染で、「爽ちゃん」と呼べる数少ない関係。池にテニスを教えたのだがすぐに実力で抜かれてしまい、彼に追いつくためにプロを目指すようになる。幼いころは池のお嫁さんになるとよく言っていたが、後に恋愛感情ではなく親友のほうがしっくりくると語っている。
身長170cm、体重56kg。10月23日生まれ。血液型B型。

### 南テニスクラブ（STC）

#### 所属選手
江川逞（えがわ たくま）
声 - 浪川大輔
STCに所属している男子テニスプレーヤー。大杉高校OB。ウニのような髪形が特徴。奈津に10年間片思いしていたが、奈津が栄一郎のことを好きだとメールで知り、身を引く。
190センチの長身から繰り出す角度のある強烈なサーブと繊細なボールタッチを活かしたボレーが持ち味。全国レベルの身体能力とボールセンスを持っているが、かつて池の才能を目の当たりにして自分の才能とプロへの道に自信を失い、以降テニスに対する姿勢が中途半端になっていた。しかし、栄一郎の直向きな姿勢に影響され、精神的な課題を克服する。
高校3年生の時に出場した全日本ジュニアで準優勝し、プロに転向。チャレンジャーとフューチャーズで優勝しランクを急激にあげており、ナショナルチーム入りを果たしている。プロ転向後はファンサービスを心がけるようにとスポンサーにいわれているが、正直なところ苦手だと思っている。
プロとして実績を上げながらも自信を持てずにいたが、門馬との問答を通して「サーブ＆ボレーで一番になる」という己の目標を持つ。栄一郎との初の公式試合では強烈なサーブで241km/hを記録した。また、栄一郎の分析ではフォームに癖がなく、どんなサーブも全く同じ完成されたフォームで打ち分けることができる。
身長190cm、体重83kg。5月4日生まれ。血液型A型。
深沢諭吉（ふかざわ ゆきち）
声 - 下野紘
STCに所属する少年。毬栗頭と、趣味の悪い服が特徴。同い年の栄一郎を「アニキ」、池を「師匠」と呼んで慕っている。
神奈川県内のライバルの情報に精通していて、その知識は栄一郎のノート作りに役立っている。高校3年生のとき、初の全日本ジュニア出場を決めた。シード選手を下し、３回戦で栄一郎と戦うものの敗退。
また、栄一郎や池のように尊敬できる相手であれば、たとえ同学年であっても敬語で話す。
高校卒業後に慶稜大学に進学し、慶稜大学が主催する慶稜チャレンジャーに大学関係枠としてワイルドカードで出場することになった。
物語終盤では「チーム丸尾」に勉強のため自費帯同している。
身長173cm、体重70kg。1月1日生まれ。血液型B型。
横山花（よこやま はな）
声 - 西口杏里沙
STCに所属する、栄一郎より1学年上の少女。関東ジュニアの常連。奈津や真純に比べておとなしい描写が多い。
身長169cm、体重58kg。12月25日生まれ。血液型O型。
槇原真純（まきはら ますみ）
声 - 近藤唯
STCに所属する、栄一郎より1学年下の少女。明るい性格で、STCでは純（じゅん）と呼ばれる。関東ジュニアの常連。
身長164cm、体重52kg。12月4日生まれ。血液型B型。
香坂明子（こうさか あきこ）
声 - 染谷麻衣
STCに所属する少女。神奈川ジュニアでベスト4、全日本ジュニアでベスト32になったことがある。
身長168cm、体重54kg。7月26日生まれ。血液型B型。
田島 勇樹（たじま ゆうき）
声 - 優希
STCに所属する、栄一郎より8学年下の少年。小学2年生のとき、神奈川ジュニアの12歳以下で第1シードになった天才児。栄一郎を名前で呼び捨てにするなど、やや生意気な態度が目立つ。
小学3年生のときにフロリダテニスアカデミーに留学するが、実は3日でホームシックになって母親が駆けつけたらしく、あまりフロリダ留学については話したがらない。
身長131cm、体重28kg。10月10日生まれ。血液型B型。

#### コーチ
三浦優作（みうら ゆうさく）
声 - 楠大典
何人ものプロを育てた経験を持つコーチ。池曰く「ブルドッグ似」。
栄一郎の動体視力の良さにいち早く気づき、栄一郎に「全てのボールに追いつき、それをコントロールできれば理論的には負けない」という「勝利の理論」を教える。
逞のプロ転向後は彼に付き添っている。
身長176cm、体重75kg。8月4日生まれ。血液型B型。
青井竜平（あおい りゅうへい）
声 - 鳥海浩輔
STC出身の元プロ。三浦の要請を受けてSTCのコーチとなり、栄一郎や諭吉の指導もしている。
現役時代は怪我に苦労しており、そのためテニス選手の身体に詳しい。
メンタル面にも造詣が深く、ゾーンの手掛かりを求める栄一郎を禅寺に連れて行ったり、全日本ジュニアの優勝が叶わずプロを諦めようとする栄一郎の本心を見抜き、「自分に嘘をついてはいけない」というアドバイスを送る。
高校時代は数学のテストで赤点が多かった。
身長178cm、体重75kg。10月17日生まれ。血液型B型。
榊原（さかきばら）
声 - 三木美
元プロ選手で青井竜平と同時に就任した女性のコーチ。主にAコートの女子選手担当。
彼氏と同居中。
身長171cm、体重58kg。1月25日生まれ。血液型A型。
森本（もりもと）
声 - 川島悠美
主に下位コート（E,Fコート）を受け持つ女性のコーチ。
無料体験に参加した栄一郎に、ジュニア育成コースを強く勧めた人物。
身長175cm、体重60kg。7月9日生まれ。血液型O型。

### 大杉高校
栄一郎や奈津らが通う神奈川県内の高等学校。
男子の制服は、原作の漫画では学生服で描かれているが、アニメではブレザーで描かれている。
影山小次郎（かげやま こじろう）
声 - 寺島拓篤
大杉高校に通う、栄一郎と同学年の高校生。栄一郎の小学校以来の親友。将棋部所属、数学は栄一郎より成績が良い。妹がいる。
幼少時代は栄一郎をキライなタイプだと認識していたが、校内イベントを通して仲良くなり、今では栄一郎の直向きな性格をよく理解しており、テニスに熱中する栄一郎を応援している。
栄一郎の奈津への好意、姫子の栄一郎への好意を知っていて、それぞれにお節介をしている。後に佐々木姫子と交際を始める。
身長179cm、体重71kg。5月30日生まれ。血液型O型。
佐々木姫子（ささき ひめこ）
声 - 瀬戸麻沙美
大杉高校に通う、栄一郎と同学年の女子高校生。眼鏡を掛けたおとなしい女子。テニスには疎い。
テニスを始めて変わった栄一郎に片思いするが、栄一郎の奈津への好意を悟り身を引く。栄一郎の試合がある時は影山と一緒に試合を見に来ている。
身長153cm、体重47kg。7月18日生まれ。血液型O型。
越水成雪（こしみず なりゆき）
声 - 下妻由幸
大杉高校のテニス部に所属する、栄一郎と同学年の男子高校生。
学業成績で栄一郎とトップを争っており、栄一郎をライバル視している。
身長176cm、体重65kg。1月25日生まれ。血液型O型。

### 高校のテニス選手

#### 神奈川県の男子選手
荒谷寛（あらや ひろし）
声 - 羽多野渉
GITC所属の男子選手。栄一郎と同学年だが、かなり老け顔。幼いころから何度も戦ってきた逞をライバル視している。
スプリンターばりの脚力と強靭な上半身の持ち主でサウスポー。広い守備範囲と強力なカウンターショットを武器とし、強烈なショートクロスで相手の体勢を崩してストレートに打ち込むのが得点パターン。
かつては試合中に感情をむき出しにして戦うが、栄一郎との試合を通じて感情のコントロールをできるようになった。
高校2年生のときに出場した全日本ジュニア選抜室内選手権でベスト8に入るなど、全国屈指の強豪選手。高校3年生のときに出場した関東ジュニアでは、難波江を降して初優勝を飾る。その後、インターハイ団体戦、個人戦共にベスト4、そして全日本ジュニアベスト4に入った。
現在はフューチャーズで決勝まで進み、出場した全日本選手権の予選を突破して、本選へと進んだ。2回戦で第10シードの山口に惜敗。
身長179cm、体重76kg。8月25日生まれ。血液型O型。
大林良（おおばやし りょう）
声 - 前野智昭
湘南工業学院に通う高校生で、栄一郎より1学年上の男子選手。梅田TCに所属しているが、高校でもテニス部に所属しており2年時には副主将を務める。
プレースタイルはサーブ&ボレー。後輩想い。
栄一郎がテニスの試合で対戦した初めての相手。高校卒業後はインカレ出場を狙える慶陵大学にスポーツ推薦で進学した。
身長178cm、体重68kg。9月16日生まれ。血液型O型。
宮川卓也（みやがわ たくや）
声 - 柿原徹也
湘南工業学院に通う高校生で、大林良の後輩。栄一郎より1学年下の男子選手。実家でもある宮川T.A.に所属。
180センチの長身であり、フォア・バックともに両手打ちのストロークが武器で、その多彩な打ち分けから「7色のストローク」と呼ばれる。その後、ストロークに頼るテニスを変えようと試行錯誤し、片手打ちのストロークとドライブボレーを習得する。
試合中、勝負どころでは必ずコブ茶を飲み、梅干を食べて一息つく。
身長181cm、体重75kg。3月22日生まれ。血液型AB型。
岩佐博水（いわさ ひろみ）
声 - 浅沼晋太郎
聖蹊高校に通う高校生で、栄一郎より1学年上の男子選手。ファーサイドTA所属。
両親は芸術家で、自身も試合中にボールの軌道でコートに「絵」をイメージして描いている。絵が完成するとプレー中にも関わらずテニスを止めてしまうという癖があり、周囲からは理解し難い面をもつ。
テニス選手としては感覚派で、絵を描くためにどんなボールでもスピードや軌道を自在にコントロールできる上、難しいショットになるほど精度が上がるという技量の持ち主。
栄一郎との試合を通じて、絵の練習に専念する決意をする。その後は美大進学を目指していたが受験に失敗し、青井の呼びかけに応じて宮川と共に栄一郎のヒッティングパートナーとなった。
身長169cm、体重60kg。1月3日生まれ。血液型AB型。
最上紀彦（もがみ のりひこ）
声 - 三宅貴大
湘南工業学院に通う高校生で、宮川と同学年。
宮川曰く「細まゆ糸目」で、いちいちうるさい性格。バックハンドのスライスが武器。
身長177cm、体重63kg。8月16日生まれ。血液型B型。
寺島隼人（てらしま はやと）
章崚高校に通う高校生で、栄一郎と同学年。羽田倶楽部所属。
攻撃的なオールラウンダーで、超強力なフォアハンドで主導権をとり前に出てくるのが基本パターン。
ストロークの8割以上がフォアハンドの強打だが、バックハンドは苦手ではない。
西村浩司（にしむら こうじ）
声 - 木島隆一
GITC所属で荒谷の後輩。
マイペースな性格だが、運動神経は抜群でGITC好みのタイプ。
グレード4以下の大会ではベスト4の常連となっている。
渡辺健（わたなべ けん）
ミナト飛鳥TC所属。神奈川ジュニアテニス大会では第14シードとなる。
岸鉄平（きし てっぺい）
狛江シングルTC所属。神奈川ジュニアテニス大会の第5シード。

#### 神奈川県外の男子選手
難波江優（なばえ ゆう）
声 - 櫻井孝宏、冨岡美沙子（少年）
東京都の長清中央高校に通う、青城アカデミー所属の男子選手。東京都在住。
栄一郎とは同学年で、全日本ジュニア2連覇と全日本ジュニア選抜室内選手権、ワールドスーパージュニアテニス選手権を制した、池を除けば同世代ナンバーワンのジュニア選手。
自身も含めた選手の能力をＡ～Ｄのランクで管理しており、その全ての能力がトップクラスという「オールAのテニス」を理想としている。高い総合力と分析力を活かした変幻自在のプレースタイルが持ち味。不得意を減らして総合力を高めることを優先する姿勢や、データを重視する傾向など、栄一郎と共通する部分が多いが、情報分析では栄一郎と違ってノートパソコンを活用している。
精神コントロールも優れており、試合では常に理性的。試合中に感情的になった際は、1ポイントを犠牲にして、プレーに影響する前に精神を修正する。
栄一郎と関東大会で戦った後は自らの理想とするテニスにさらに近づくため、相手の得意とする分野でも戦うようになる。
全日本選手権本選にワイルドカードで出場。プロ選手を退けて準決勝まで進出し、池爽児に敗れベスト4。この成績が評価されてナショナルBチーム入りを果たした。
身長177cm、体重70kg。6月30日生まれ。血液型AB型。　
神田久志（かんだ ひさし）　　
栄一郎より一学年下の男子選手。初登場時は九州の柳瀬高校所属だったが、両親の海外転勤に伴い、愛知県の鹿梅工業高校に転校する。
もとより俊足であるが、超スパルタの鹿梅工業テニス部における徹底した走り込みにより、強靭な下半身と、常に攻め続ける強いメンタルを手に入れた。
エッグボールとよばれる高速トップスピンとライジングショットが武器。対戦相手が上級生でも敵意を隠さないなど、勝気な性格。
高校1年生の時からインターハイでは団体戦で優勝、個人戦でもベスト4、全日本ジュニア室内選抜選手権準優勝、2年生の時のインターハイでは団体戦優勝、個人戦準優勝に入るなど、抜群の戦績を誇る。
全日本ジュニア後、両親の勤め先でもあるフロリダに渡り、フロリダテニスアカデミー（IMGアカデミー)へ短期留学をする。
その後の全日本選手権の予選を勝ち進み、本選へと進む。3回戦で門馬歩夢に自身の武器であるエッグボールをねじ伏せられ敗北。
身長175cm、体重69kg。12月8日生まれ。血液型A型。
岡田隆行（おかだ たかゆき）
声 - 伊藤健太郎
かがわTC所属の男子選手。千葉県在住。
栄一郎と同学年で、高校2年生のときに出場した全日本ジュニア選抜室内選手権ではベスト4に入っている。
憧れの女子トップ選手である矢澤美樹から影響を受けており、ストロークのほぼ全てがフラットのライジングショットという異色のプレースタイルを持つ。栄一郎との対戦ではその単調さを突かれたが強力なジャックナイフショットを投入することで克服し、超攻撃的テニスへと進化した。
ネガティブな性格で試合中にぶつぶつつぶやく癖がある。
井出と仲がよく、その独特なライジングショットを「岡田バズーカ」等と命名された。
全日本ジュニアの2回戦で栄一郎に敗れたため、教立大学に進学した。
身長185cm、体重86kg。6月1日生まれ。血液型B型。
井出義明（いで よしあき）
声 - KENN
埼玉県の芦尾崎高校に通う男子高校生。栄一郎とは同学年。
テニス選手としては感覚派で、相手の攻撃のリズムや戦術を本能的に読み取り、素早く対応することに長けている。また、天性のスター性と強靭なメンタルの持ち主で、試合中は積極的なプレーで観客を惹きつけ、相乗効果で自身の調子も上げていく。
「ここぞ」という場面で驚異的な力を発揮するため、大舞台や接戦に強く、高校3年生のときに出場したインターハイでは個人戦で優勝を果たした。
その後スペインへと修行に行き、海外の練習と大会を体験した後、全日本選手権に参加するために帰国した。2回戦で第1シードの池と対戦するも惜敗を喫する。
身長170cm、体重64kg。2月22日生まれ。血液型B型。
高木朔夜（たかぎ さくや）
声 - 森田成一、品田美穂（少年）
長清中央高校に通う、青城アカデミー所属の男子選手。栄一郎とは同学年。
同じクラブに所属する難波江をライバル視しているが、彼に真正面から挑んでも勝てないことからルールに抵触するトリックプレーに走るようになる。テニス選手としてはオールラウンダーだが、試合ではトリックプレーやマナー違反の行為を行って対戦相手のペースを乱して泥仕合に持ち込み、豊富なスタミナを活かして競り勝つのが得意パターン。
汚いプレーばかりに目が行きがちだが難波江に勝つために重ねてきた努力は本物で、難波江も高木の負けん気の強さを認めている。栄一郎に敗れてからは青井のアドバイスから自分に合った練習を模索するようになる。
大学進学後、脚の筋肉が陸上に向いているとして陸上選手に転向した。
身長178cm、体重69kg。8月29日生まれ。血液型A型。
緒方 克己（おがた かつみ）
関西の近清高校に通う男子高校生。栄一郎とは同学年。ポジティブながらのほほんとした性格。
幼いころから将来を嘱望されたプレイヤーで、同世代の注目選手であった池に勝利したこともある。
腰椎の故障により3年のリハビリを余儀なくされるが、高校3年時に本格復帰し、近清高校をインターハイ団体準優勝に導く。
スピンを主体にしたオーソドックスなスタイルながら、体格、スピード、ボールタッチ、すべて高い水準にあり、地力の差で相手を圧倒するテニスを得意とする。
元々は両手バックハンドであったが、リハビリ中に片手バックハンドも習得している。クリスチャンである。
身長183cm、体重75kg。3月3日生まれ。血液型O型。
白江進一（しらえ しんいち）
鹿梅工業高校テニス部の主将で、栄一郎と同学年。肌が黒い。弟がいる長男。
第8シードとして臨んだ全日本ジュニアでは準々決勝で後輩の神田に敗れベスト8に終わる。
割とよく笑うが、神田に笑うところはあまり見せない。
友達から「お前の風貌は高校生じゃない」と言われ、ちょっとだけ傷ついている。
高橋孝介（たかはし こうすけ）
栄一郎が2年生のときの全日本ジュニア第1シード。スピード・パワー・スタミナを兼ね備えたフィジカルが強みの豪腕タイプの選手。福岡出身。
住吉梓（すみよし あずさ）
栄一郎が2年生のときの全日本ジュニア第3シード。超攻撃的なベースライナーで、どんな状況でも常に攻撃一辺倒のスタイルを崩さない。攻撃パターンは恐ろしく多彩で、不利な状況から一撃で攻撃につなげる必殺ショットをいくつも持っている。大阪出身。
住吉薫（すみよし かおる）
近清高校に通う高校生で、栄一郎より一学年下の男子選手。
兄の梓とは顔とプレースタイルがそっくりだが、サウスポーなだけありその分弟の薫の方が厄介だと言われる。
太田智治（おおた ともはる）
かがわTC所属の男子選手。
関東ジュニアでは第7シードながら準々決勝で難波江に完敗を喫する。全日本ジュニアでは第14シード。
岡田の数少ない友人の1人。
小野カズマ（おの かずま）
ミストTAに所属する千葉県大会ベスト4の実力者。
ミスの少ないフラット系のストロークで押してくるタイプで、守備力が高い。脚が速く、反応が遅れても予想以上に強いボールを返してくる。
矢河辺忠則（やかべ ただのり）
稲田実業高校に通う、栄一郎と同学年の男子選手。
東京ジュニアでベスト8に入った関東ジュニアランキング36位の選手で、プレースタイルは急激に伸びた身長を活かしたサーブ&ボレー。しかし、もともとベースライナーだったため、本人もボレーが苦手だと認めている。
関東ジュニアの1回戦で栄一郎に完敗したときに栄一郎の実力を只者ではないと認めた。

### 日本のプロテニス選手

#### 男子選手
門馬歩夢（もんま あゆむ）
日本ナショナルチームのリーダー的存在で、池に次ぐ日本ランク2位、世界ランク54位の強豪選手。29歳。柳瀬高出身で青井と同世代。あらゆる打球を打ち返す鉄壁の守備が特長で、「最強の矛」である池と対をなす「最強の盾」。全日本選手権4連覇中のディフェンディングチャンピオンで、かつては世界3位の選手とフルセットの大接戦を演じたこともある。つねにサングラスをかけており、作中では素顔をさらすことはない。ややマイペースな性格であり、話している途中でも腹が鳴るとバナナを取り出し、ランニング中でも食事をとる。若手育成にも力を入れており、タクマや栄一郎にも注目している。全日本選手権5連覇をかけて池と決勝で対戦するが、わずかにおよばず惜敗する。
大黒志朗（おおぐろ しろう）
ナショナルチームの一員で日本ランク14位。全日本選手権で難波江に敗北する。
山口譲（やまぐち じょう）
日本ランク11位。全日本選手権では第10シード。
浅野がプロポーズを断られたことを漏らすなど、一言多い性格。
全日本選手権では準々決勝で門馬にストレート負けする。
浅野芯（あさの しん）
日本ランク71位で、さまざまな球速のスライスを打ち分ける技巧派。
最盛期は日本ランクトップ10入りしていた名選手だったが肉体のピークを過ぎたことで勝てなくなり、一時期ランクを落としたが最近復活してきた。
テクニックによるテニスで勝つことでパワー重視のテニスが主流となっている現状のテニス界を変えようとしている。しかし、現役として戦うことにこだわるあまりコーチ就任の依頼を全て蹴っており、恋人の寧々からは呆れられプロポーズも断られている。
栄一郎と全日本選手権本選の進出がかかった予選第3試合で戦う。これまで培ってきた技量と戦術で栄一郎を圧倒するが、栄一郎の対応力の前に敗北する。
自分と同じくテクニックを武器にする栄一郎に敗れたことを機に、ナショナルチームのコーチを引き受けて新たなテニス人生を進むようになる。
吉道大樹（よしみち だいき）
日本ランク5位、世界ランク178位（最高位106位）のベテラン選手で、ナショナルAチームメンバーの一員。初登場時30歳。試合中もやかましく声を張り上げる熱血漢で、全力で放たれるショットは世界ランク一けた台の選手にも匹敵する。面倒見のよさから後輩たちからは慕われており、「日本の父」と呼ばれる門馬とは対をなす「日本の母」的存在。近年はけがで調子を落としているが、慶稜チャレンジャーで第7シードとして出場し、ベスト8をかけて栄一郎を対戦する。序盤はブレイク合戦となりつつもやがて栄一郎を圧倒するが、けがの悪化で途中棄権する。
渡邊隆敏（わたなべ たかとし）
日本ランク4位、世界ランク161位。南関東物産所属。25歳。ナショナルAチームメンバーの一員。
全日本選手権では準々決勝で難波江に戦略での逃げ切りを許し敗北。
過去に慶陵チャレンジャーで準優勝した経験がある。
河野順平（こうの じゅんぺい）
日本ランク3位、世界ランク153位。25歳。ナショナルAチームメンバーの一員。
テニス歴3年で浅野とタクマに勝利した経験を持つ栄一郎に注目している。
久々に参加した全日本選手権の準々決勝で栄一郎を破る。
羽毛田達郎（はけた たつろう）
日本ランク6位、世界ランク215位。七星電工所属。ナショナルAチームメンバーの一員。
全日本選手権では3回戦で山口にストレートで敗戦。
有野忠雄（ありの ただお）
A.G.O.ステージ所属。日本ランク7位。25歳。タクマがナショナルAチームメンバーとなったためナショナルチームから滑り落ちる。
フォアハンドに絶対的自信を持つオールラウンダーで、極端にフォアハンドに依存するスタイル。
津田沼忍（つだぬま しのぶ）
ひのジュニアテニスアカデミー所属。日本ランク10位、世界ランク291位。
強烈なストロークで自分からガンガン狙っていくタイプ。
種村峰周（たねむら みねちか）
シー・エス・ライヴ所属。日本ランク22位。21歳。
19歳でプロに転向しすぐに渡米。21歳で帰国するまで目ぼしい戦績はなかったが、帰国後のフューチャーズで優勝し、チャレンジャーでも活躍。日本ランクを22位にまで上げてきた。
ストレスもありアメリカでの苦しい生活で太り気味になる。
普通なら体勢を崩す遠い打点のボールを難なく強打できるなど、ボディバランスとテクニックが高い。宮川は種村のことを「動けるデブ」と評した。
玉越伸二（たまこし しんじ）
日阪フーズ所属。日本ランク46位。22歳。
コーチがおらず、ゲームばかりしているが、玉越は「プロは自分の力を知って一歩なんだよ」と自分なりに考えてやっていると言う。
高校までは世代トップで頭一つ抜けた存在だったが、プロになってからは時々大物は食うものの期待以上に勝てておらず、諭吉からは「ムラッ気がある選手」と評される。
北畑龍之介（きたはた りゅうのすけ）
NR北海道所属。日本ランク12位、世界ランク300位。
全日本選手権では準々決勝で池に完敗する。
川越革（かわごえ あらた）
日本ランク17位、世界ランク427位の選手。栄一郎と慶陵チャレンジャーの予選2回戦で対戦するも敗戦。
山下修蔵（やました しゅうぞう）
ユーラシアファンド所属。日本ランク110位。玉越の友人。
全日本選手権1回戦で神田と対戦するもパワー・スタミナ・テクニック全てで劣り敗北。

#### 女子選手
清水亜希（しみず あき）
声 - 石原夏織
奈津と同期の女子選手。「機械」と形容される正確なプレーが持ち味で、高校1年生のときに出場した全日本ジュニアで優勝した。
幼いころからコーチの母親と共にテニス一筋の生活をしてきたため、テニスが嫌いではないが楽しいのかもよく分からなくなっている。そのため、栄一郎のテニスに対する熱意に関心を抱いている。
テニス一筋の生活を送ってきたため、学校の出席日数はギリギリで、また携帯電話の扱いなどテニス以外のことには疎い。
密かに栄一郎に好意を寄せていたが、全日本ジュニアで栄一郎と奈津が付き合っていることを知り、ショックを受け調子を落とす。しかしその中で自分のテニスを見出して一皮むけるものの、決勝戦で奈津に敗れる。
全日本選手権では予選を突破し本選に出場を果たす。
身長166cm、体重53kg。7月13日生まれ。血液型AB型。
中城めぐみ（なかじょう めぐみ）
声 - あいざわゆりか
奈津より1学年下の女子選手。癖のあるボールを打つ。
中学3年生のときに全国中学生大会で優勝し、急成長している。
全日本ジュニア選抜室内関東予選では奈津をあと一歩のところまで追いつめるが逆転負けを喫する。その後の関東ジュニアで奈津と再戦するものの、栄一郎と付き合い始めたことで絶好調の奈津に完敗する。
身長165cm、体重53kg。2月27日生まれ。血液型B型。
矢澤美樹
作中の女子トッププレイヤー。岡田の回想と、奈津との試合で登場。
ライジングのフラットで攻めるプレーで、海外勢からは「ライジング・サン」と恐れられた。
過去ウィンブルドン選手権にて世界ランク1位の選手を破りベスト4に進出した経験がある。

### フロリダテニスアカデミー（現IMGアカデミー）
池爽児（いけ そうじ）
声 - 細谷佳正、潘めぐみ（幼少）
フロリダテニスアカデミー（IMGアカデミー）所属の男子プロ選手。幼なじみの奈津の勧めでテニスを始め、中学2年生時に同世代の日本人に敵がいなくなったためフロリダに留学する。
抜群の運動神経とスタミナを活かした超攻撃的プレーが特徴。あらゆるプレーのレベルが高く、その動きは「気味が悪いくらい滑らか」と評される。普段は飄々としているものの、勝負事となると非常に負けず嫌いで相手に取られたポイントや負けたことは忘れない。栄一郎や奈津、逞など同世代の多くの選手に影響を与えており、栄一郎からは「テニス選手としても人間としてもスケールが大きくカッコいい」と言われるが、同時に年相応の無邪気さも持ち「人を困らせるのが好き」とも評される。
モデルは錦織圭。
初参加となった全日本選手権では決勝で門馬歩夢の5連覇を阻止し優勝する。
身長178cm、体重71kg。12月10日生まれ。血液型B型。
マイク・マグワイヤ
声 - 堀内賢雄
スポーツ心理学者で、フロリダテニスアカデミー（IMGアカデミー）のメンタルコンディショニングコーチ。日本語を流暢に話すことができる。ただしスキンシップ過剰な面があり、奈津からは快く思われていない。
臨時コーチとしてSTCを訪れた際、栄一郎に心とテニスの関係を教える。その後、栄一郎がフロリダテニスアカデミーに短期留学した際は栄一郎をサポートしている。
3月24日生まれ。血液型B型。
アレックス・オブライアン
声 - 神谷浩史
フロリダテニスアカデミー（IMGアカデミー）所属の男子プロ選手。初登場時の年齢は19歳。栄一郎の短期留学中、4人部屋で同室した1人。
優しい性格だが負けず嫌いで、試合に敗れると機嫌が悪くなる。
フォアハンドを得意としており、試合では後方からフォアハンドを放ち、一気にポイントを決めに行く。「失敗を恐れず、過去を振り返らない」という、栄一郎とは対照的な考えの持ち主だが、栄一郎との試合を通じて、未来を変えるために受け止めるべき過去もあると考えを改める。
その後、順調にランクを上げ、ブラデントンオープンの優勝を飾る。
出国する栄一郎に対して「Baby steps to Giant strides」とメッセージを贈っており、作中で唯一タイトルの「ベイビーステップ」を用いた人物である。
身長181cm、体重72kg。11月4日生まれ。血液型O型。
マーシャ・オブライアン
声 - 潘めぐみ
フロリダテニスアカデミー（IMGアカデミー）所属の女子ジュニア選手。
アレックスの妹で、兄をよく慕う。初登場時の年齢は13歳だが、容姿は大人びており、彼女の年齢を知った栄一郎からは驚かれた。当初は栄一郎を小さい男だと思っていたが、後に評価を改め、好意を寄せるようになる。
練習の一環でビーチテニスを導入しており、偶然居合わせた栄一郎に影響を与える。
マイク曰く「口は悪いけど、悪い子ではない」。気が強く、少し短気で荒っぽい性格。
身長168cm、体重53kg。7月5日生まれ。血液型O型。
平敦士（たいら あつし）
声 - 江口拓也
フロリダテニスアカデミー（IMGアカデミー）所属の男子選手。初登場時の年齢は19歳。
現地の学校に通いながら、ATPポイントを取るためにフューチャーズに出場している。栄一郎の短期留学中に4人部屋で同室した1人で、栄一郎の通訳を務める。
栄一郎二度目の留学時はプロを諦め、IMGアカデミーコーチ兼アカデミー運営の日本人担当者になっている（同アカデミーでコーチをしているモデルが実在する）。
身長178cm、体重69kg。11月14日生まれ。血液型A型。
ラメス・クリシュナ
声 - 花江夏樹
フロリダテニスアカデミー（IMGアカデミー）所属の男子選手。サウスポー。初登場時は16歳。留学中の栄一郎のルームメイトのひとり。
インドから渡米し、ジュニアのトップクラスで戦っている成長株。観察眼と分析力に優れており、進化の速さとコントロールに時間をかけた練習スタイルを見て早い段階から栄一郎を高く評価する。
栄一郎2度目の留学時にワールドスーパージュニアテニス選手権に出場。決勝に進むも難波江に敗れ準優勝。
慶陵チャレンジャーでは決勝まで進むも栄一郎に惜敗。本作中で栄一郎との試合が決着まで描かれた最後の相手となった。
母国インドで新たなグランドスラムを開催し、そこで戦うことが夢だと栄一郎に語った。
身長177cm、体重66kg。3月20日生まれ。血液型B型。
ピート・ゴンザレス
フロリダテニスアカデミー（IMGアカデミー）所属の男子選手。栄一郎と同い年。視力に優れ、その恵まれた体格を生かしたサーブアンドボレーを得意とする。
中学までは野球選手だったが周りの期待に耐えられなくなり高校でテニスに転向。テニスを始めて3年で全米オープンジュニアで準優勝した。
親族の期待を一身に背負い、家族のためにプロでの活躍を望んでいる。かつて野球を辞めてしまったこと、それにもかかわらずテニス選手となることを応援してくれた家族への負い目から体がうまく動かないことがあったが、栄一郎との試合を通して本心から笑えるようになる。
身長200cm、体重110kg。4月1日生まれ。血液型O型。
サンティアゴ・グリアン
コロンビア国籍の男子選手。25歳。世界ランク472位。
ベースラインでの軽快なフットワークと速くて重いフラット系のバックハンドが武器。
ペドロ
声 - 木島隆一
IMG所属の男子選手。フォアハンド主体の攻めでストロークに威力はあるが球種は少なめなベースライナー。
クリストファー
IMG所属。初登場時は15歳。プロ志望。
オールラウンダーで、パワーとスピードは普通だが安定感がある。
ロニー・メドベリー
池のコーチ。現役時代は世界ランク4位でプロ引退後も多くのトッププロを送り出してきた有名人。
直接指導してもらえるのは将来トップ10に入る見込みがある者だけと言われている。栄一郎を気に入りアドバイスを送る。
12月2日生まれ。血液型O型。
ケビン
主に男子ジュニアや下位のプロを担当するコーチ。常にサングラスをかけている。
栄一郎に「コントロールを気にするあまり手元をみすぎてる」とアドバイスを送る。

### 日本国外のプロテニス選手
レヴィナ・マックス
スイス国籍のサウスポー選手。25歳。親しい人間からは「レヴィ」の愛称で呼ばれる。若くして世界ランク1位の座に君臨し、2位との差を徐々に広げて独走状態となりつつある。ウィンブルドン選手権一回戦で池と対戦し、ひとつのブレークも許さずストレート勝ちする。同時に池の素質を認め、自身の覇権を揺るがす存在として警戒するようになる。
エスピノ・サンチェス
スペイン国籍の選手。28歳。ウィンブルドン選手権中に練習相手がこれなくなったため、タクマに付いて会場を見学していた栄一郎を代理に指名。練習終盤に栄一郎と1ゲームマッチの試合を行い完勝する。
パステル・ミュラー
ドイツ国籍の選手。28歳。ウィンブルドン選手権に第18シードとして出場し、初戦でタクマをストレートで下す。
リシャール・グレン
フランス国籍の選手。27歳。ウィンブルドン選手権第22シード。初戦で河野に勝利する。
マルセロ・ガルシア
スペイン国籍の選手。19歳。ウィンブルドン選手権第24シード。日本テニス界の大黒柱・門馬を19歳の若さで破る。
ジェームス・ファウラー
オーストラリア出身の選手。栄一郎と同学年。
ウィンブルドン選手権で第14シードを破る。栄一郎からは池と並んで「同世代の頂上」と認識されている。
王偉（ワン ウェイ）
中国出身の選手。栄一郎よりも2歳年下。
オーストラリアでのフューチャーズで、栄一郎から自分の練習相手になるように頼まれるが、実績不足と感じて練習相手になることを断る。
しかし、そのオーストラリアでのフューチャーズでの栄一郎の試合を観て認識を改めて、地元の中国でのフューチャーズでは自ら栄一郎に声を掛けて、栄一郎の練習相手となる。
アルバー・クリストフ
オーストラリア出身の選手。5月20日生まれの20歳。世界ランク1476位。
基本的に単調な攻撃のフォアハンドで押してくるタイプの選手だが、戦術の多彩さが本当の武器。
難波江のように、対抗策を講じると戦術が変わるスタイル。
オーストラリアのフューチャーズでは勝利したものの栄一郎のテニスを「得体の知れないテニス」と警戒していたものの、慶陵チャレンジャーで再戦した際には完敗。
デイビッド・ミラー
世界ランク402位の選手で、池の友人。20歳。
栄一郎のテニス（チェンジ・オブ・ペース）を「面白いテニスでいい刺激になった」と高く評価した。
ホアン・ペドロサ
スペイン国籍の選手。世界ランク147位、26歳。ウィンブルドン選手権予選1回戦でタクマと対戦し敗北。
ジュゼッペ・アッピア
イタリア国籍の選手。世界ランク780位、22歳。慶陵チャレンジャーの予選3回戦で栄一郎と対戦し完敗する。
マシュー・ハルドヴィック
オーストラリア国籍の選手。池のプロデビュー戦（ATGオープン）の相手で、世界ランク50位。

### その他の登場人物
丸尾一弥（まるお かずや）
声 - 宮本充
栄一郎の父。温和な性格。栄一郎がプロを目指すことに理解を示している。
栄一郎には大人になる前に勝負の世界の厳しさを知ってほしいと思っており、テニスや青井たちには感謝している。
丸尾早苗（まるお さなえ）
声 - 加藤優子
栄一郎の母。厳しい性格で、栄一郎からは「思い通りにならないとすぐ切れる」と思われている。栄一郎が成績優秀であることを自慢しており、栄一郎がプロを目指すことには当初反対していたが、結果が伴ってくるにつれて徐々に受け入れつつある。
栄一郎とは、「高校3年の全日本ジュニアで優勝しなければプロを諦める」という約束を交わしており、全日本ジュニアではベスト４に終わったが、全日本選手権の予選に出場できることが決定してから「平均的なプロ選手と同等の結果を出すこと」、「プロとして活躍できる資金を確保すること」の２つの条件を満たすことを前提にプロになるのを決断するという約束を改めて交わしている。
宮本（みやもと）
声 - 鈴木琢磨
テニスタイムズの男性記者。長年にわたってジュニア世代を取材しており、青井とも旧知の仲。現在は栄一郎の成長速度に注目している。
亜希の母
声 - 斎藤恵理
元プロで娘の亜希の幼いころから付きっきりでテニスを教え込んできた。ライバルたちに追い上げられているにもかかわらず危機感の薄い亜希を心配している。
全日本ジュニアにて独り立ちしつつある娘を見て、亜希のコーチを外れほかの人に任せることを告げる。
小ノ澤広（おのざわ ひろし）
声 - 木島隆一
ラケットメーカー・プリンスの営業。関東ジュニアで活躍した栄一郎にモニターを条件に最新のラケットを提供する。
須藤新（すどう あらた）
テニスウェアメーカー・エレッセの営業。ノーシードながら強豪を打ち破る栄一郎の試合に感動し、プロ転向の際にはエレッセとの契約を行うことを持ちかける。
モデルとなったのは実在する同姓のエレッセスタッフ。
鹿梅テニス部の監督
眼鏡をかけた初老の男性。厳格な性格で反抗的な態度や弱腰の部員には容赦をしない。練習中に寝る(フリをする)ことがあるがそれは部員の姿勢を試すため。
練習や試合では常に強気の姿勢を部員に求めるが、それは「自分の定めた限界を打ち破るには常に挑戦し続ける必要がある」という持論によるもの。
エリック・ホールトン
サプリメントメーカー・ボディプラスの代表取締役。自身が趣味でテニスを１０年以上やっていることもあって、全日本選手権で活躍した栄一郎に興味を持つ。栄一郎がボディプラス製のプロテインの試飲モニターとなってレポートを提出することを条件として、遠征費用を提供する。
エディ・ホールマン
ドイツのテニスクラブのコーチで、青井が現役時代世話になったとして青井が栄一郎のコーチとして推奨した。栄一郎に将来的な目標を訊き、栄一郎が具体的な即答をしたため1年間契約を結ぶ。

## 用語
ここではテニス専門用語は割愛する。
ノート
栄一郎が書いているノート。「勉強用」と「テニス用」が存在する。
勉強用ノート
学校の授業内容を記録したノート。栄一郎が几帳面な性格なので完成度が高く、ほかの生徒からは「エーちゃんノート」と呼ばれて重宝されている。
テニス用ノート
テニスを始めた栄一郎が、テニス用に新たに書き始めたノート。練習内容や試合内容、対戦相手のデータなどが記録されている。
栄一郎はテニス用ノートを試合会場にも持ち込んでいるため、ほかの選手からは「ノートのやつ」と認識されている。
南テニスクラブ(STC)
栄一郎や奈津たちが所属する神奈川のテニスクラブ。スポーツ科学に基づいたトレーニングで数々のプロを輩出してきた。
規模や設備はフロリダテニスアカデミー(IMGアカデミー)に劣るものの、指導内容は国内最先端であり、指導内容は決して劣るものではない。
フロリダテニスアカデミー(IMGアカデミー)
池が所属しているフロリダにある名門テニスクラブ。STCと提携している。
大規模なコートを始め、選手を泊める宿舎や食堂、プレーをチェックできるモニター室や最先端のトレーニング機材も完備し、各分野の専門家も常駐している。
これらに加えて数々のトッププロが所属している影響でテニスの常識の最先端を体感できる場所でもある。
栄一郎の一度目の留学直後に大資本が入ったことで世界中から人材を集まるようになり、さらに施設が拡大し名前もIMGアカデミーに改めた。
GITC
荒谷が所属しているテニスクラブ。選手に苛烈な身体能力強化のメニューを課して篩にかけ、その中で残った者に個別練習を課すという方式をとっている。
鹿梅工業高校
神田が所属している寮制のテニス名門校。スパルタ式の過酷なトレーニングを課し、監督や先輩に反抗的な態度をとったり、弱気な態度を見せると容赦のないペナルティーが与えられる。
その在り方は一見時代遅れとも取れるが、インターハイ団体戦の19度の優勝や一流のプロを輩出しているなど実績は確か。
神田も転入当初はそのトレーニング方針に異議を唱え、監督や上級生の指導にも反抗し、逃げ出して退部することまで考えたが、結果としては大きく成長できたと考えている。ただし、組織として強くなるためのトレーニングだけでは自身の個の成長に限界があるとも考え、オフに自主練を始めた。厳しく見えるだけの監督も神田が難波江に敗れて準優勝に終わったあとに、神田のようにどんなに抑えつけても跳ね返ってくる枠に収まりきらない選手でなければプロ、ましてや世界では戦えないとその背中を押した。
稲田大学
日本の大学で最も強いテニス部を擁する大学。全日本ジュニアで勝ち上がった栄一郎の下にいくつかの大学から推薦があったものの、稲田大学からの推薦は無かった。
多くのプロを輩出しており、大学リーグ戦に力を入れている。

## 書誌情報
- 勝木光 『ベイビーステップ』 講談社〈講談社コミックス〉、全47巻
  1. 2008年2月15日発行（同日発売[講 1]）、ISBN 978-4-06-363957-5
  2. 2008年3月17日発行（同日発売[講 2]）、ISBN 978-4-06-363968-1
  3. 2008年5月16日発行（同日発売[講 3]）、ISBN 978-4-06-363991-9
  4. 2008年8月12日発行（同日発売[講 4]）、ISBN 978-4-06-384027-8
  5. 2008年10月17日発行（同日発売[講 5]）、ISBN 978-4-06-384052-0
  6. 2009年1月16日発行（同日発売[講 6]）、ISBN 978-4-06-384089-6
  7. 2009年4月17日発行（同日発売[講 7]）、ISBN 978-4-06-384124-4
  8. 2009年6月17日発行（同日発売[講 8]）、ISBN 978-4-06-384149-7
  9. 2009年9月17日発行（同日発売[講 9]）、ISBN 978-4-06-384188-6
  10. 2009年11月17日発行（同日発売[講 10]）、ISBN 978-4-06-384214-2
  11. 2010年2月17日発行（同日発売[講 11]）、ISBN 978-4-06-384248-7
  12. 2010年4月16日発行（同日発売[講 12]）、ISBN 978-4-06-384283-8
  13. 2010年7月16日発行（同日発売[講 13]）、ISBN 978-4-06-384329-3
  14. 2010年10月15日発行（同日発売[講 14]）、ISBN 978-4-06-384381-1
  15. 2011年1月17日発行（同日発売[講 15]）、ISBN 978-4-06-384428-3
  16. 2011年4月15日発行（同日発売[講 16]）、ISBN 978-4-06-384459-7
  17. 2011年6月17日発行（同日発売[講 17]）、ISBN 978-4-06-384506-8
  18. 2011年9月16日発行（同日発売[講 18]）、ISBN 978-4-06-384558-7
  19. 2011年11月17日発行（同日発売[講 19]）、ISBN 978-4-06-384580-8
  20. 2012年2月17日発行（同日発売[講 20]）、ISBN 978-4-06-384631-7
  21. 2012年4月17日発行（同日発売[講 21]）、ISBN 978-4-06-384655-3
  22. 2012年7月17日発行（同日発売[講 22]）、ISBN 978-4-06-384706-2
  23. 2012年9月14日発行（同日発売[講 23]）、ISBN 978-4-06-384735-2
  24. 2012年12月17日発行（同日発売[講 24]）、ISBN 978-4-06-384782-6
  25. 2013年月15日発行（同日発売[講 25]）、ISBN 978-4-06-384812-0
  26. 2013年5月17日発行（同日発売[講 26]）、ISBN 978-4-06-384865-6
  27. 2013年8月16日発行（同日発売[講 27]）、ISBN 978-4-06-394911-7
  28. 2013年11月15日発行（同日発売[講 28]）、ISBN 978-4-06-394964-3
  29. 2014年1月17日発行（同日発売[講 29]）、ISBN 978-4-06-394994-0
  30. 2014年3月17日発行（同日発売[講 30]）、ISBN 978-4-06-395028-1
  31. 2014年6月17日発行（同日発売[講 31]）、ISBN 978-4-06-395105-9
  32. 2014年8月16日発行（同日発売[講 32]）、ISBN 978-4-06-395160-8
  33. 2014年11月17日発行（同日発売[講 33]）、ISBN 978-4-06-395244-5
  34. 2015年3月17日発行（同日発売[講 34]）、ISBN 978-4-06-395346-6
  35. 2015年5月15日発行（同日発売[講 35]）、ISBN 978-4-06-395399-2
  36. 2015年8月17日発行（同日発売[講 36]）、ISBN 978-4-06-395461-6
  37. 2015年10月16日発行（同日発売[講 37]）、ISBN 978-4-06-395520-0
  38. 2016年1月15日発行（同日発売[講 38]）、ISBN 978-4-06-395580-4
  39. 2016年3月17日発行（同日発売[講 39]）、ISBN 978-4-06-395623-8
  40. 2016年6月17日発行（同日発売[講 40]）、ISBN 978-4-06-395689-4
  41. 2016年8月17日発行（同日発売[講 41]）、ISBN 978-4-06-395728-0
  42. 2016年11月17日発行（同日発売[講 42]）、ISBN 978-4-06-395803-4
  43. 2017年1月17日発行（同日発売[講 43]）、ISBN 978-4-06-395853-9
  44. 2017年4月17日発行（同日発売[講 44]）、ISBN 978-4-06-395921-5
  45. 2017年6月16日発行（同日発売[講 45]）、ISBN 978-4-06-395961-1
  46. 2017年9月15日発行（同日発売[講 46]）、ISBN 978-4-06-510191-9
  47. 2017年12月15日発行（同日発売[講 47]）、ISBN 978-4-06-510367-8

## テレビアニメ
NHK Eテレにて、2014年4月6日から9月21日まで第1シリーズが、2015年4月5日より9月20日まで第2シリーズが放送された。
アニメ第1シリーズでは、全日本ジュニア選抜室内関東予選で難波江優に完敗し、フロリダに向かうところまでが描かれている。第2シリーズでは、フロリダテニスアカデミーから、神奈川ジュニアを戦いぬき、関東ジュニアで難波江優に敗れて関東ベスト4に終わるところまでが描かれている。

### スタッフ
- 原作 - 勝木光
- 監督 - むらた雅彦
- シリーズ構成 - 千葉克彦
- キャラクターデザイン - 甲田正行
- 美術監督 - 稲葉邦彦
- コンセプトデザイン - 大原盛仁
- 色彩設計 - 岡亮子
- 撮影監督 - 横尾和美（第1シリーズ）→村上展之（第2シリーズ）
- 編集 - 森田清次
- 音楽 - 吉川洋一郎、山田航平（第2シリーズ）
- 音響監督 - 高桑一
- アニメーションプロデューサー - 朴谷直治
- プロデューサー - 中沢いずみ（第2シリーズ途中まで）
- 制作統括 - 斉藤健治、柴田裕司（共に第2シリーズ途中まで）→土橋圭介、中沢いずみ（共に第2シリーズ途中から）
- アニメーション制作 - ぴえろ
- 制作 - NHKエンタープライズ
- 制作・著作 - NHK

### 主題歌
オープニングテーマ「Believe in yourself」
作詞・作曲・歌 - 阿部真央 / 編曲 - akkin
エンディングテーマ
「ベイビーステップ」（第1シリーズ）
作詞・作曲・編曲 - 堀江晶太 / 歌 - ベイビーレイズ
「夢のつづき」（第2シリーズ）
作詞・歌 - がんばれ!Victory / 作曲 - 164 / 編曲 - Jin Tanaka

### 各話リスト
| 話数        | サブタイトル           | 脚本        | 絵コンテ         | 演出             | 作画監督                                      | アクション 作画監督 | 総作画監督  | 放送日        |
| 第1シリーズ | 第1シリーズ            | 第1シリーズ | 第1シリーズ      | 第1シリーズ      | 第1シリーズ                                   | 第1シリーズ         | 第1シリーズ | 第1シリーズ   |
| ----------- | ---------------------- | ----------- | ---------------- | ---------------- | --------------------------------------------- | ------------------- | ----------- | ------------- |
| 第1話       | テニスとノート         | 千葉克彦    | むらた雅彦       | むらた雅彦       | 甲田正行                                      | -                   | -           | 2014年 4月6日 |
| 第2話       | 几帳面と大雑把         | 千葉克彦    | 小平麻紀         | 小平麻紀         | 田中ちゆき                                    | -                   | -           | 4月13日       |
| 第3話       | 喧嘩で勝負             | 千葉克彦    | 成田歳法         | 村山靖           | 山崎愛、なかじまちゅうじ 島田英明             | 鯉川慎平            | 甲田正行    | 4月20日       |
| 第4話       | 顔面で確信             | 高橋ナツコ  | 柳屋圭宏         | 柳屋圭宏         | 山口杏奈、甲田正行                            | -                   | -           | 4月27日       |
| 第5話       | 初試合が予想外         | 武上純希    | むらた雅彦       | 黒田晃一郎       | 藤田正幸、興村忠美                            | -                   | -           | 5月4日        |
| 第6話       | 未熟が原石             | 武上純希    | 許平康           | 許平康           | 津曲大介、甲田正行 田中ちゆき                 | -                   | -           | 5月11日       |
| 第7話       | 9分割と現実            | 武上純希    | 政木伸一         | 政木伸一         | 鈴木奈都子                                    | 鯉川慎平            | 甲田正行    | 5月18日       |
| 第8話       | 1年と20冊              | 千葉克彦    | ユキヒロマツシタ | 一口久美         | 大河原烈                                      | -                   | 甲田正行    | 5月25日       |
| 第9話       | 真面目がスタイル       | 武上純希    | 中村憲由         | 又野弘道         | 古池としや                                    | 鯉川慎平            | 甲田正行    | 6月1日        |
| 第10話      | 違和感で崖っぷち       | 千葉克彦    | むらた雅彦       | むらた雅彦       | 戸田麻衣                                      | -                   | -           | 6月8日        |
| 第11話      | リスクと可能性         | 高橋ナツコ  | 成田歳法         | 村山靖           | 山崎愛                                        | 鯉川慎平            | 甲田正行    | 6月15日       |
| 第12話      | 記憶で進化             | 高橋ナツコ  | 小平麻紀         | 小平麻紀         | 田中ちゆき                                    | -                   | -           | 6月22日       |
| 第13話      | 芸術と技術             | 高橋ナツコ  | 榎本明広         | 野亦則行         | 藤田正幸、興村忠美                            | 鯉川慎平            | 甲田正行    | 6月29日       |
| 第14話      | パズルの成果           | 高橋ナツコ  | 柳屋圭宏         | 柳屋圭宏         | 大河原烈                                      | 藤井俊郎            | -           | 7月6日        |
| 第15話      | 強引が計画             | 千葉克彦    | ユキヒロマツシタ | 村山靖           | 林隆祥                                        | -                   | 甲田正行    | 7月13日       |
| 第16話      | 野獣と主導権           | 千葉克彦    | 木村寛           | 又野弘道         | 古池としや                                    | 鯉川慎平            | 甲田正行    | 7月20日       |
| 第17話      | プロで同級生           | 千葉克彦    | ユキヒロマツシタ | 一口久美         | 津曲大介、山口杏奈                            | -                   | -           | 7月27日       |
| 第18話      | 決意でプレゼン         | 武上純希    | 許平康           | 許平康           | 戸田麻衣、大河原烈                            | -                   | -           | 8月3日        |
| 第19話      | 覚悟と地獄             | 千葉克彦    | 駒井一也         | 村山靖           | 小林ゆかり                                    | 鯉川慎平            | 甲田正行    | 8月10日       |
| 第20話      | 肉まんと焼きそば       | 高橋ナツコ  | 小平麻紀         | 小平麻紀         | 田中ちゆき                                    | -                   | -           | 8月17日       |
| 第21話      | 堅実と変化             | 武上純希    | 榎本明広         | 佐々木純人       | 藤田正幸、興村忠美                            | 鯉川慎平            | 甲田正行    | 8月24日       |
| 第22話      | 基本が弱点             | 千葉克彦    | 柳屋圭宏         | 柳屋圭宏         | 前田義宏、大河原烈                            | -                   | -           | 8月31日       |
| 第23話      | 無謀な100分割          | 武上純希    | ユキヒロマツシタ | 村山靖           | 阿部弘樹、村田涼一                            | 鯉川慎平            | 甲田正行    | 9月7日        |
| 第24話      | 義務と欲求             | 高橋ナツコ  | ユキヒロマツシタ | 小高義規         | 山口杏奈、津曲大介                            | -                   | -           | 9月14日       |
| 第25話      | 栄一郎と奈津           | 千葉克彦    | むらた雅彦       | むらた雅彦       | 甲田正行                                      | -                   | -           | 9月21日       |
| 第2シリーズ |                        |             |                  |                  |                                               |                     |             |               |
| 第1話       | 世界と壁               | 千葉克彦    | 小平麻紀         | 小平麻紀         | 津曲大介、山口杏奈                            | -                   | -           | 2015年 4月5日 |
| 第2話       | 悪循環がラッキー       | 千葉克彦    | ユキヒロマツシタ | 村山靖           | 林隆祥、粟井重紀                              | 藤井俊郎            | 甲田正行    | 4月12日       |
| 第3話       | 未来のデータ           | 武上純希    | 駒井一也         | 村山靖           | 山本径子、服部真澄 川崎美穂                   | 藤井俊郎            | 甲田正行    | 4月19日       |
| 第4話       | シンプルで覚醒         | 千葉克彦    | 黒川智之         | 黒川智之         | 田中ちゆき                                    | -                   | -           | 4月26日       |
| 第5話       | タクマの決意           | 千葉克彦    | 福冨博           | 福冨博           | 興村忠美、藤田正幸                            | 藤井俊郎            | 甲田正行    | 5月3日        |
| 第6話       | 偵察で初遭遇           | 高橋ナツコ  | ユキヒロマツシタ | ながはまのりひこ | 川口弘明、菅野智之                            | 藤井俊郎            | 甲田正行    | 5月10日       |
| 第7話       | 正念場のリベンジ       | 武上純希    | ユキヒロマツシタ | 小野田雄亮       | 柴田志郎、平良哲朗                            | 藤井俊郎            | 甲田正行    | 5月17日       |
| 第8話       | 進化のスピード         | 吉田伸      | むらた雅彦       | むらた雅彦       | 津曲大介、大河原烈                            | -                   | -           | 5月24日       |
| 第9話       | 感覚で困惑             | 千葉克彦    | ユキヒロマツシタ | 村山靖           | 林隆祥、粟井重紀 申恵蘭                       | 村田涼一            | 甲田正行    | 5月31日       |
| 第10話      | 雄たけびでスタート     | 吉田伸      | 小平麻紀         | 小平麻紀         | 田中ちゆき、佐藤この実                        | -                   | -           | 6月7日        |
| 第11話      | 選択肢と爆発力         | 吉田伸      | 成田歳法         | 安部元宏         | 山本径子                                      | 藤井俊郎            | 甲田正行    | 6月14日       |
| 第12話      | 逆境に全力             | 武上純希    | 福冨博           | 福冨博           | 興村忠美、藤田正幸                            | 藤井俊郎            | 甲田正行    | 6月21日       |
| 第13話      | ライバルが集結         | 千葉克彦    | 熊谷雅晃         | 熊谷雅晃         | 岡崎洋美、下島誠                              | -                   | -           | 6月28日       |
| 第14話      | 月明かりと波音         | 高橋ナツコ  | むらた雅彦       | むらた雅彦       | 服部憲知、吉田肇                              | 藤井俊郎            | 甲田正行    | 7月5日        |
| 第15話      | ヒーローと大歓声       | 吉田伸      | ユキヒロマツシタ | 黒川智之         | 大河原烈、津曲大介                            | -                   | -           | 7月12日       |
| 第16話      | スパッでギューン       | 武上純希    | ユキヒロマツシタ | 小野田雄亮       | 平良哲朗、柴田志郎 徳倉栄一                   | 藤井俊郎            | 五反和亮    | 7月19日       |
| 第17話      | 天性でドラマチック     | 千葉克彦    | ユキヒロマツシタ | 村山靖           | 村田涼一、林隆祥 申恵蘭                       | 藤井俊郎            | 甲田正行    | 7月26日       |
| 第18話      | プレッシャーをイメージ | 千葉克彦    | 小平麻紀         | 小平麻紀         | 佐藤このみ、渡邊葉瑠 斉藤和也、ウクレレ善似郎 | 藤井俊郎            | 甲田正行    | 8月2日        |
| 第19話      | 失礼が初対面           | 高橋ナツコ  | 石川俊介         | 村山靖           | 山本径子                                      | 藤井俊郎            | 甲田正行    | 8月9日        |
| 第20話      | 心理戦と自制心         | 吉田伸      | ユキヒロマツシタ | 守泰佑           | 下島誠、佐藤このみ ウクレレ善似郎             | -                   | -           | 8月16日       |
| 第21話      | 善悪と規則             | 武上純希    | 福冨博           | 福冨博           | 興村忠美、藤田正幸                            | 田中ちゆき          | 甲田正行    | 8月23日       |
| 第22話      | 存在が原動力           | 千葉克彦    | 熊谷雅晃         | 熊谷雅晃         | 津曲大介、大河原烈                            | -                   | -           | 8月30日       |
| 第23話      | 積極的で理想的         | 武上純希    | ユキヒロマツシタ | 秦義人           | 山本径子                                      | 藤井俊郎            | 五反孝幸    | 9月6日        |
| 第24話      | 無謀と意外性           | 吉田伸      | 黒川智之         | 黒川智之         | 藤井俊郎                                      | -                   | -           | 9月13日       |
| 第25話      | ファイナルセット       | 千葉克彦    | むらた雅彦       | むらた雅彦       | 大河原烈、津曲大介 田中ちゆき                 | -                   | 甲田正行    | 9月20日       |

### 放送局
| 放送期間               | 放送時間           | シリーズ    |
| ---------------------- | ------------------ | ----------- |
| 2014年4月6日 - 9月21日 | 日曜 17:30 - 17:55 | 第1シリーズ |
| 2015年4月5日 - 9月20日 |                    | 第2シリーズ |

| 配信期間                | 配信時間        | 配信サイト         |
| ----------------------- | --------------- | ------------------ |
| 2014年4月6日 - 9月21日  | 日曜 17:55 配信 | NHKオンデマンド    |
| 2014年4月21日 - 10月6日 | 月曜 12:00 更新 | バンダイチャンネル |
| 配信期間不明            |                 | GYAO!              |

| 配信期間                | 配信時間                   | 配信サイト         |
| ----------------------- | -------------------------- | ------------------ |
| 2015年4月5日 - 9月20日  | 日曜 17:55 配信            | NHKオンデマンド    |
| 2014年4月20日 - 10月5日 | 月曜 0:00（日曜深夜） 更新 | ニコニコチャンネル |
|                         | 月曜 12:00 更新            | バンダイチャンネル |

| NHK Eテレ 日曜 17:30 - 17:55                                                 | NHK Eテレ 日曜 17:30 - 17:55                                                       | NHK Eテレ 日曜 17:30 - 17:55                                      |
| 前番組                                                                       | 番組名                                                                             | 次番組                                                            |
| ---------------------------------------------------------------------------- | ---------------------------------------------------------------------------------- | ----------------------------------------------------------------- |
| ファイ・ブレイン 神のパズル（第3シリーズ） （2013年10月6日 - 2014年3月23日） | ベイビーステップ（第1シリーズ） （2014年4月6日 - 9月21日） - ※ここまでアニメ枠     | シャーロック ホームズ （2014年10月12日 - 2015年2月15日）          |
| シャーロック ホームズ（再放送） （2015年2月22日 - 3月15日）                  | ベイビーステップ（第2シリーズ） （2015年4月5日 - 9月20日） - ※ここから再びアニメ枠 | メジャー（第6シリーズ・再放送） （2015年9月27日 - 2016年3月27日） |

### DVD
| 巻 | 発売日         | 収録話          | 規格品番   |
| -- | -------------- | --------------- | ---------- |
| 1  | 2014年8月20日  | 第1話 - 第3話   | PCBE-54591 |
| 2  | 2014年9月17日  | 第4話 - 第6話   | PCBE-54592 |
| 3  | 2014年10月15日 | 第7話 - 第9話   | PCBE-54593 |
| 4  | 2014年11月19日 | 第10話 - 第13話 | PCBE-54594 |
| 5  | 2014年12月17日 | 第14話 - 第17話 | PCBE-54595 |
| 6  | 2015年1月21日  | 第18話 - 第21話 | PCBE-54596 |
| 7  | 2015年2月18日  | 第22話 - 第25話 | PCBE-54597 |

| 巻 | 発売日         | 収録話          | 規格品番   |
| -- | -------------- | --------------- | ---------- |
| 1  | 2015年9月16日  | 第1話 - 第8話   | PCBE-63514 |
| 2  | 2015年11月18日 | 第9話 - 第16話  | PCBE-63515 |
| 3  | 2016年1月20日  | 第17話 - 第25話 | PCBE-63516 |

### コラボレーション
NHKのテレビアニメ『アニ×パラ〜あなたのヒーローは誰ですか〜 episode3 車いすテニス』に栄一郎・奈津が出演。

## ドラマ
同名タイトルの実写ドラマが、2016年7月22日より、Amazonプライム・ビデオにて配信開始。岩田和行が監督、小林雄次が脚本を担当。2017年7月から9月までTOKYO MX1で放送された。
細部を除いて、原作1～6巻までの展開にほぼ忠実に描かれており、神奈川ジュニアテニスサーキットでの荒谷戦と、その後の荒谷対タクマ戦までが再現されている。
テニスシーンでは、ボールをCGで制作することで違和感の少ない演出がされている。しかし、制作コストの問題のためか、CGを使っているシーンには「ボールの影」がない。

### キャスト
- 丸尾栄一郎役：松岡広大
- 鷹崎奈津役：季葉
- 江川逞役：松島庄汰
- 深沢諭吉役：吉田翔
- 影山小次郎役：室井響
- 越水成雪役：萬立雄一
- 佐々木姫子役：金井美樹
- 槇原真純役：星名利華
- 横山花役：花梨
- 田島勇樹役：黒瀬鷹来
- ユキ役：吉田圭織
- 練習生役：松本大地
- 大林良役：井上正大
- 宮川卓也役：塩野瑛久
- 荒谷寛役：松崎裕
- 岩佐博水役：籾木芳仁
- 寺島隼人役：松瀬暖
- 三浦優作コーチ役：東根作寿英
- 森本コーチ役：松田沙紀
- マイク役：セイン・カミュ
- 丸尾栄一郎役（幼少期）：工藤愛由夢
- 宮川卓也役（幼少期）：須藤琉偉
- 丸尾一弥役：若林秀敏
- 宮川卓也父役：内田滋
- 担任教師役：にわつとむ

### スタッフ
- 脚本：小林雄次
- ビジュアル・スーパーバイザー：筧昌也
- 音楽：鈴木ヤスヨシ
- 主題歌：フレデリック「オンリーワンダー」[16]
- プロデューサー：日枝広道、鈴木吉弘、岩田祐二
- 技術協力：アップサイド
- 美術協力：フジアール
- 協力：ベイシス
- 制作プロダクション：共同テレビジョン
- 製作：電通、アミューズ、講談社